# Steytlerville
Steytlerville és una ciutat de Sud-àfrica, que es troba al municipi de Dr Beyers Naudé la seu administrativa de la qual és, al districte de Sarah Baartman, província del Cap Oriental.

## Població
El 2004, la població estimada era de 3.811 persones i 3.986 el 2010.

## Històira
La ciutat va ser fundada l'any 1875. Va ser construïda al lloc d'una granja anomenada Doorschpoort. Es va construir com a escenari per al transport de bestiar.
Pren el nom del reverend Steytler, que va treballar per crear una congregació reformada holandesa a la regió.
La ciutat és coneguda pels seus carrers principals molt amples, construïts per permetre el pas de carros de bous.

## Museus i curiositats
La ciutat té un petit museu local que presenta la història de l'assentament de la gent local. Va ser obert l'any 1967 i només està disponible a petició. També conserva alguns objectes relacionats amb les Guerres Bòer, així com objectes relacionats amb la història de l'agricultura cap al 1900.

## Anècdotes
L'abril de 2011, diversos diaris van informar que molts veïns de la ciutat afirmaven haver vist un monstre polimòrfic a la ciutat. El monstre hauria pres la forma d'un mico, un home sense cap, un gos dolent, una vaca gran, un porc i després un ratpenat.